# Eggartsberg
Eggartsberg ist eine Ortschaft und Streusiedlung in der Weststeiermark sowie eine Katastralgemeinde der Gemeinde Geistthal-Södingberg im Bezirk Voitsberg, Steiermark. Die Ortschaft hat 265 Einwohner (Stand 1. Jänner 2024).

## Ortsname und Geografie
Ursprünglich wurde der Ort nur Egarten genannt, der Zusatz -berg kam erst im 19. Jahrhundert hinzu um auf die Höhenlage des Ortes hinzuweisen. Der Namensteil Eggarts- leitet sich vom mittelhochdeutschen egerde oder dem neuhochdeutschen Egart ab und bezeichnet ein Feldstück, welches abwechselnd als Acker und Grasland genutzt wird, oder ein brach liegendes Feldstück.
Eggartsberg liegt im zentralen Teil der Gemeinde Geistthal-Södingberg, südlich des Hauptortes Geistthal, an der L315 zwischen Södingberg und Geistthal, auf beiden Seiten des Södingbach und den anschließenden Hängen. Im Westen und Nordwesten grenzt Eggartsberg an die Katastralgemeinde Sonnleiten, wobei mehrere Bäche die Grenzverläufe bilden. Im Norden bildet der Hansbauergrabenbach die Grenze zur Katastralgemeinde Geistthal. Die Katastralgemeinde Gschnaidt der Marktgemeinde Gratwein-Straßengel grenzt im Nordosten und Osten an Eggartsberg. Im Südosten und Süden grenzt Södingberg an Eggartsberg während im Südwesten Grenzen zu Hochtregist und Kohlschwarz existieren.
Zu Eggartsberg gehören noch die Einzellagen Aller, Eggartner, Finster, Koberer, Lackner, Luef und Picksima sowie das Gasthaus Rieglerwirt.

## Geschichte

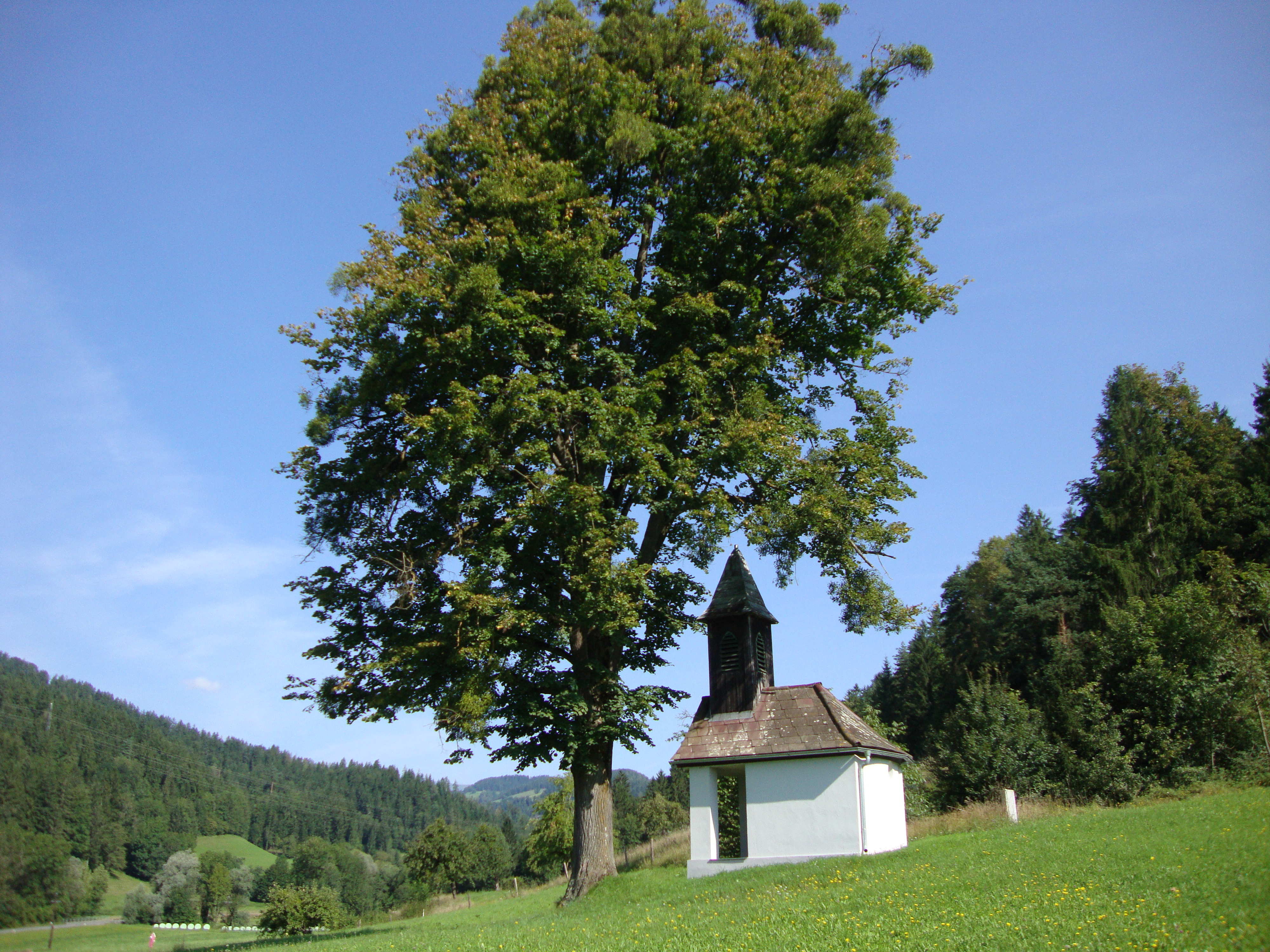
Die denkmalgeschützte Hofkapelle Ferschenbrett in Eggartsberg

Die Gegend um Eggartsberg war ursprünglich ein Königsgut und kam 1146 als eine Schenkung des Königs Konrad III. an das Stift Rein. Bereits kurze Zeit später wurde mit der Rodung und der Besiedelung des Gebietes begonnen, sodass der heutige Ort zwischen dem 11. und dem 13. Jahrhundert entstand. Die erste urkundliche Erwähnung des Ortes erfolgte zwischen 1494 als die Egarten. Weitere Erwähnungen folgten 1541 als in der Egarten, 1822 als Eggersberg sowie schließlich 1882 als Eggartsberg.
Die Einwohner von Eggartsberg gehörten bis 1848 zu verschiedenen Grundherrschaften, so etwa zum Amt Gurtzen der Herrschaft Greißenegg, dem Amt Kainach der Herrschaft Lankowitz, dem Amt Tregist der Herrschaft Obervoitsberg sowie den Ämtern Geistthal und Södingberg des Stiftes Rein. Eggartsberg gehörte zum Werbbezirk des Stiftes Rein. Für die Zeit um 1840 sind drei Mautmühlen sowie drei Brettersägen in Eggartsberg belegt und die Bewohner lebten großteils von Ackerbau und Viehzucht.
Durch ein Unwetter am 12. August 1927 wurden alle Mühlen und Sägewerke in Eggartsberg beschädigt und teilweise auch zerstört. Zumindest bis in das Jahr 1970 gab es ein Sägewerk im Ort.

## Wirtschaft und Infrastruktur
Dietenberg ist landwirtschaftlich geprägt, wobei vor allem der Ackerbau sowie die Viehzucht wichtige Rolle spielen. Zumindest bis in das Jahr 1970 hinein gab es ein Sägewerk im Ort.
Die Kinder des Ortes besuchen die Schule in Sankt Pankrazen.

## Sehenswürdigkeiten und Bauwerke

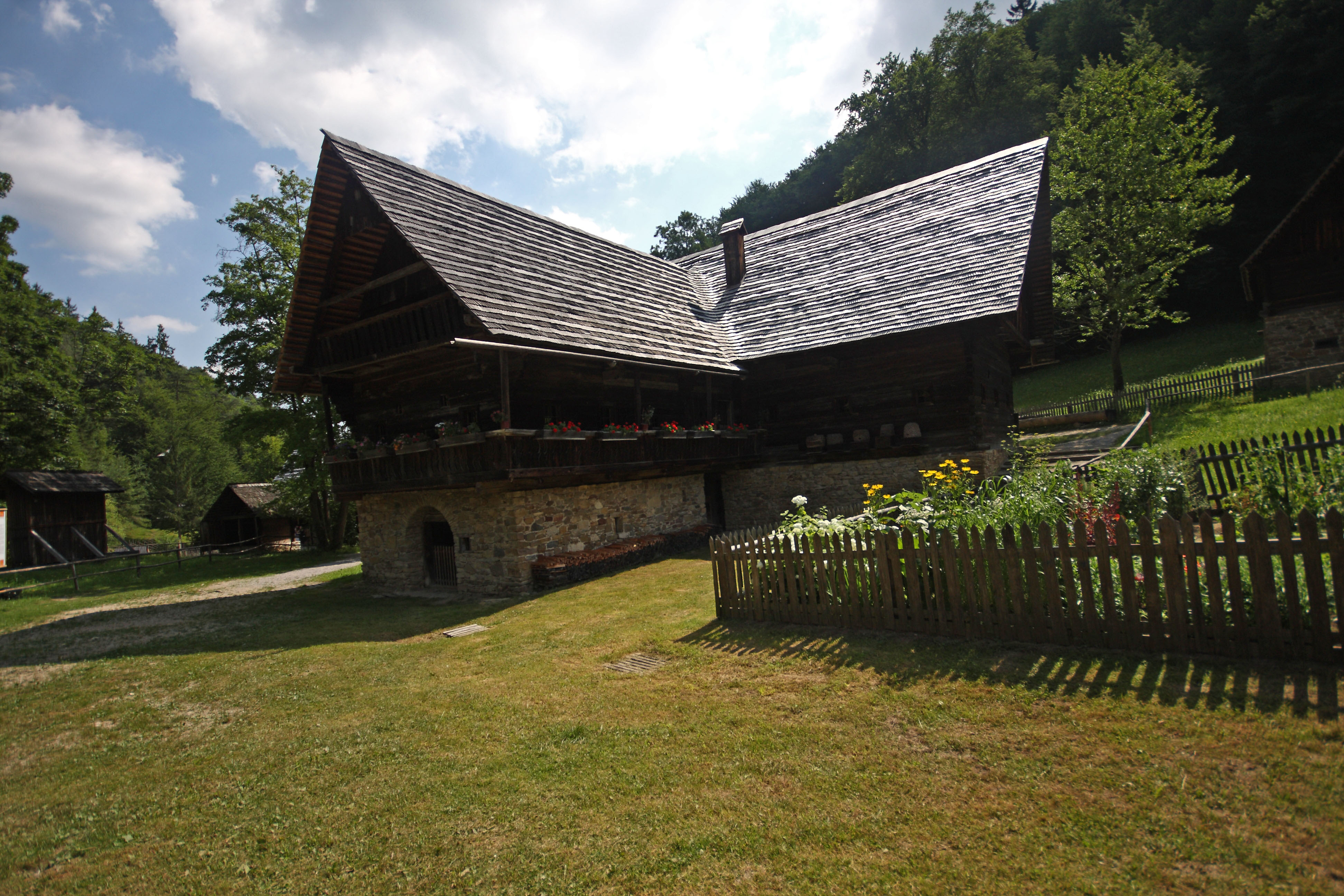
Das Rauchstubenhaus Großschrotter im Freilichtmuseum Stübing

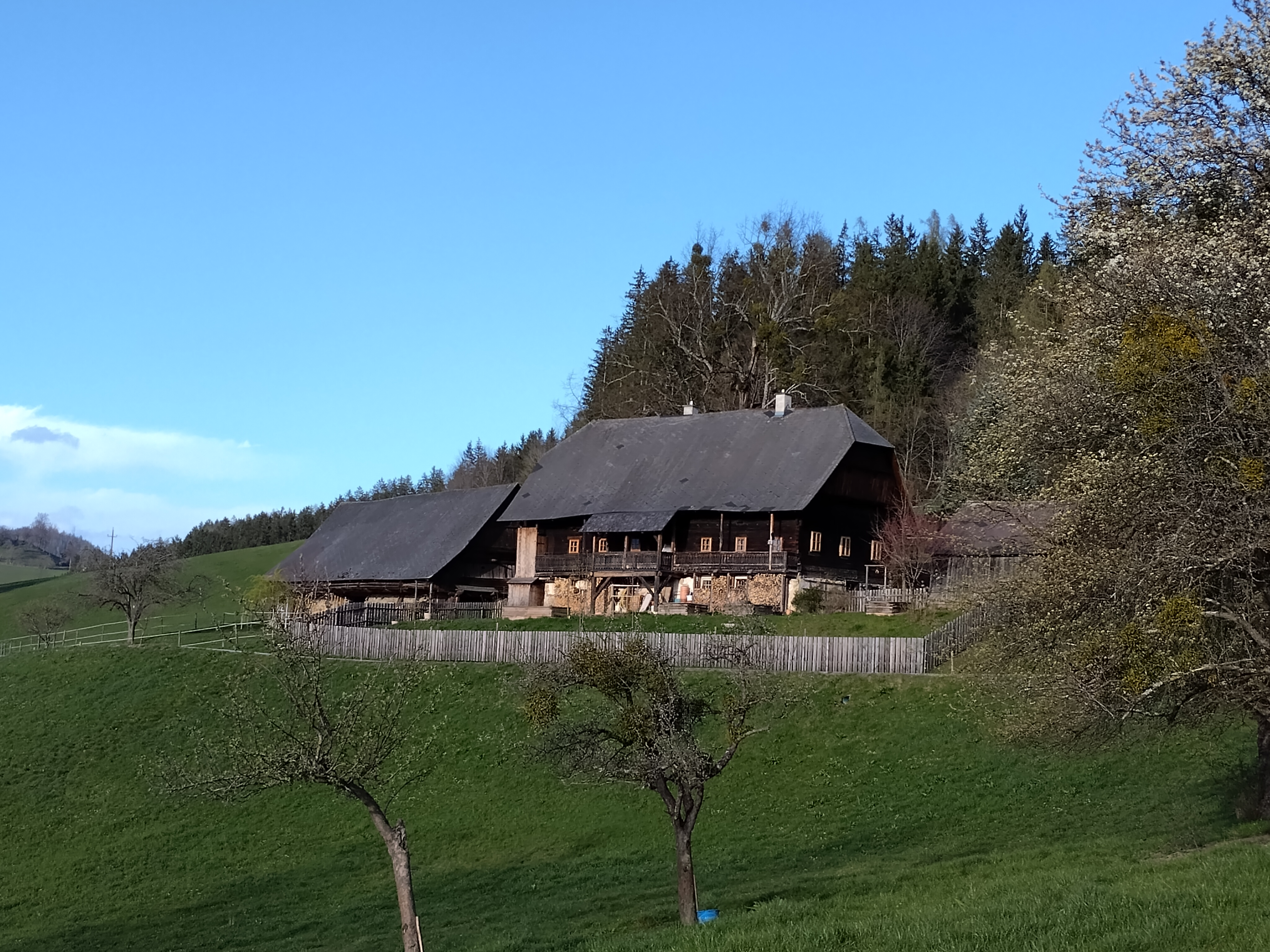
Bauernhof vulgo Eggartner

In Eggartsberg befindet sich die denkmalgeschützte Hofkapelle Ferschenbrett. Weiters gibt es das Kolleggerkreuz, ein im 17. Jahrhundert wahrscheinlich als Pestkreuz errichteter Tabernakelbildstock. Das Lucknerkreuz, ein Pfeilerbildstock wurde an der Stelle eines alten Wegkreuzes an der Straße vom Södingtal nach Voitsberg errichtet. Seine vier Nischen waren ursprünglich mit Leimfarbenbilder von Heribert Deutsch ausgestaltet, ehe sie 1985 von Franz Weiss neu gestaltet wurden. Die Hauptnische zeigt den Gottvater mit dem Alten Testament, daneben ist eine Darstellung des Heiligen Florian. An der Rückseite befindet sich ein Bildnis der Dreifaltigkeit. An der Grenze zwischen Eggartsberg und Gschnaidt wurde im 18. Jahrhundert das Richalmerkreuz als Wallfahrerbildstock am Weg nach Sankt Pankrazen errichtet. In seiner Nische befindet sich ein Öldruck des heiligen Pankratius. Das Luefkreuz an der Grenze zwischen Geistthal, Södingberg und Gschnaidt ist ein im 19. Jahrhundert errichteter Pfeilerbildstock und beherbergt eine Lourdesmadonna.
Das Rauchstubenhaus Großschrotter, welches ursprünglich in Eggartsberg stand, wurde 1971 vom Freilichtmuseum Stübing gekauft, abgebaut und ins Freilichtmuseum transloziert. Es handelt sich dabei um ein zweigeschoßiges Wohnhaus aus dem Jahr 1567 dessen Ursprünge sich aber bis 1395 zurückdatieren lassen. Das Haus weist den für die Weststeiermark früher typischen Baustil von Bauernhöfen auf. Das Erdgeschoß hat ein Bruchsteinmauerwerk worüber gezimmerter Blockbau errichtet wurde. Neben dem Haupthaus gibt es einen 1728 als Wiederkehr errichteten Zubau mit Kachelstube. Im Haupthaus befindet sich eine große Rauchstube. Der gemauerte Keller diente als Stall während das Obergeschoß als Vorratskammer fungierte. Das Schersparrendach ist mit Schindeln aus Fichtenholz gedeckt, welche in einem Fischgrätmuster gelegt sind.
Baulich ähnlich dem Bauernhaus Großschrotter ist der Hof vulgo Eggartner. Das Wohnhaus ohne Wiederkehr stammt aus dem Jahr 1589, der Stall ist 20 Jahre älter. Der Eggartner wird seit einigen Jahren wieder bewohnt. Die Rauchstube gibt es in ihrer ursprünglichen Funktion nicht mehr, wie auch sonst vermutlich im 19. Jahrhundert Umbauten am und im Haus stattgefunden haben. So wurde ein Buckelofen eingaubt, der die offene Feuerstelle in der Stube ersetzte. Auch die Kamine wurden gemauert und die Fenster vergrößert. Der Stall wurde baulich aber kaum verändert Änderungen.